# 尼古拉·雷日科夫
尼古拉·伊万诺维奇·雷日科夫（俄语：Николай Иванович Рыжков，1929年9月28日—2024年2月28日），苏联及俄罗斯政治人物。曾任最后一任苏联部长会议主席（该职位在1991年被废除，以总理一职代替）。

## 生平
1929年9月28日在乌克兰苏维埃社会主义共和国顿涅茨克州捷尔仁斯基区杰列耶夫卡村出生。1946年至1950年就读于克拉马托尔斯克机械工程学院。1959年毕业于乌拉尔工学院。
1950年开始在乌拉尔重型机械厂工作，历任技师、工程师、总工程师、厂长。1975年至1979年，任苏联重型工业和交通机械工业部第一副部长。1979年至1982年，任苏联国家计划委员会第一副主席。1982年至1985年，任苏共中央书记，同时兼任苏共中央经济部部长。1985年9月27日，就任苏联部长会议主席，成为苏联历史上继马林科夫以来最年轻的政府首脑。他曾直接参与苏联改革，后因在改革方针上同戈尔巴乔夫发生分歧，于1991年1月“退休”。
他是苏共中央委员（1981年－1991年），苏共中央政治局委员（1985年－1990年），苏联人民代表大会代表（1989年－1991年）。
在1991年俄罗斯总统选举中，雷日科夫作為蘇聯共產黨侯選人參選，最終落選。
苏联解体后继续活跃于政坛。1995年至2003年，任俄罗斯联邦国家杜马议员，“人民政权”党团领袖。2003年至2023年，担任聯邦委員會议员。

## 作品
- 雷日科夫. . 由高洪山等翻译. 吉林人民出版社. 1993. ISBN 9787206016684.
- 雷日科夫. . 由王攀翻译. 中央编译出版社. 2006. ISBN 9787801092472.
- 雷日科夫. . 由徐昌翰翻译. 新华出版社. 2008. ISBN 9787501182336.

## 荣誉
- 一级祖国功勋勋章（2014年7月21日）[5]
- 四级祖国功勋勋章（2004年9月27日）[6]
- 荣誉勋章（2013年6月12日）[7]